# Tour de Flandes 1932
El Tour de Flandes 1932 és la 16a edició del Tour de Flandes. La cursa es disputà el 13 de març de 1932, amb inici a Gant i final a Wetteren després d'un recorregut de 227 quilòmetres.
El vencedor final fou el belga Romain Gijssels, que s'imposà en solitari en l'arribada a Wetteren. Aquesta era la segona victòria consecutiva de Gijssels en aquesta clàssica. Els també belgues Alfons Deloor i Alfred Hamerlinck arribaren segon i tercer respectivament.

## Classificació final
|    | Ciclista                 | Equip          | Temps      |
| -- | ------------------------ | -------------- | ---------- |
| 1  | Romain Gijssels (BEL)    | Dilecta-Wolber | 6h 29' 00" |
| 2  | Alfons Deloor (BEL)      | Daemers        | + 3' 15"   |
| 3  | Alfred Hamerlinck (BEL)  | Dilecta-Wolber | + 4' 30"   |
| 4  | Jean Aerts (BEL)         | Alcyon-Dunlop  | + 4' 30"   |
| 5  | Felicien Vervaecke (BEL) | Labor          | + 4' 30"   |
| 6  | Jan-Jozef Horemans (BEL) | Dilecta-Wolber | + 4' 30"   |
| 7  | Cesar Bogaert (NED)      | Demol          | + 5' 30"   |
| 8  | Frans Bonduel (BEL)      | Dilecta-Wolber | + 5' 30"   |
| 9  | Leon Tommies (BEL)       | Alcyon-Dunlop  | + 5' 30"   |
| 10 | Leopold Roosemont (BEL)  | Alcyon-Dunlop  | + 5' 30"   |